# Rudy Macklin
Pour les articles homonymes, voir Macklin.
Rudy Macklin, né le 19 février 1958 à Louisville dans le Kentucky, est un joueur professionnel américain de basket-ball du début des années 1980. De 1976 à 1981, il est un joueur vedette des Tigers de LSU. Il est nommé dans la meilleure équipe universitaire de l'année en 1980 et 1981.
En 1981, il guide son équipe universitaire jusqu'au Final Four. Blessé, il est impuissant dans la défaite de son équipe en demi-finale. Lors de la finale de la troisième place, Macklin se fait volontairement expulser de la rencontre par une multiplication de fautes. Toujours énervé de la défaite de la veille, ses commentaires sur la tentative d'assassinat de Ronald Reagan lui valent de nombreux courriers injurieux et haineux.
Sélectionné en 52e position par les Hawks d'Atlanta lors de la draft 1981 de la NBA, il n'arrive pas à s'imposer en National Basketball Association. Échangé aux Knicks de New York, il est coupé après quelques matchs, mettant fin à sa carrière en NBA. Il devient alors banquier grâce à l'aide de plusieurs personnalités du monde du basket-ball.
Son numéro 40 a été retiré par l'université d'État de Louisiane en 2010.

## Pour approfondir

### Vidéographie
- [vidéo] (en) No Kin To Me, court-métrage de la série 30 for 30, ESPN Films, 8 mars 2016, 14 minutes.